# Podocarpaceae
Famille
Les Podocarpacées (Podocarpaceae) sont une famille de conifères de l'ordre des Araucariales. 

## Étymologie
Le nom vient du genre Podocarpus, dérivé du grec ποδός / podos, pied, et καρπός / (karpos), fruit, en référence au fruit à pédoncule oblique qui ressemble à un pied tapant dans un ballon.

## Répartition
On les trouve principalement dans l'hémisphère Sud. Ils sont très présents en Australasie, particulièrement en Nouvelle-Calédonie, en Tasmanie et en Nouvelle-Zélande. Plusieurs genres peuvent cependant être vus de l'autre côté de l'équateur, et deux genres peuvent être trouvés en Afrique subsaharienne.
Le genre Podocarpus est le genre le plus large. Il compte entre 82 et 100 espèces, qu'on trouve principalement en Amérique du Sud et en Indonésie. Le second est le genre Dacrydium (21 espèces), également très diversifié en Indonésie.
Un petit nombre de genres sont communs à la Nouvelle-Zélande et à l'Amérique du Sud, ce qui suggère que la famille des Podocarpacées avait une grande aire de distribution dans l'ancien Gondwana. La séparation de ce continent a déclenché une spéciation au sein de la famille.

## Historique de la classification
Jusqu'en 1970, seuls 7 genres de Podocarpacées étaient reconnus : Podocarpus, Dacrydium, Phyllocladus, Acmopyle, Microcachrys, Saxegothaea et Pherosphaera. Le genre Podocarpus fut ensuite scindé en plusieurs catégories sur des critères anatomiques: Afrocarpus, Dacrycarpus, Eupodocarpus, Microcarpus, Nageia, Polypodiopsis, Stachycarpus et Sundacarpus. Mais des études basées sur la structure du cône femelle, du développement du gamétophyte, sur la cytologie et l'embryologie montrèrent les limites de cette classification qui n'était sans doute pas suffisamment au point.
En 1990, un traité à propos des podocarpacées reconnait 17 genres et exclut le genre Phyllocladus, considéré comme trop différent et donc rangé dans une famille à part. En 1995, du genre Lagarostrobos est retirée l'espèce Manoao colensoi qui fut classée comme seule représentante du genre Manoao
En 2002, des doutes sont émis sur le rang taxonomique de Sundocarpus qui semblait pouvoir être intégré au genre Prumnopytis, sans quoi ce dernier serait paraphylétique. Ces doutes provenaient d'une étude phylogénétique qui conformait également le bien-fondé de la séparation entre Lagarostrobus et Manoao.

## Liste des genres actuels
Cette liste inclut les genres discutés, c'est-à-dire Manoao (parfois intégré au sein du genre Lagarostrobos), Phyllocladus (souvent intégré dans une famille-sœur, les Phyllocladacées) et Sundacarpus (souvent fusionné avec Prumnopitys) 
- Acmopyle Pilg.
- Afrocarpus (J. Buchholz & N. E. Gray) C. N. Page.
- Dacrycarpus (Endl.) Laubenf.
- Dacrydium Lambert.
- Falcatifolium de Laub.
- Halocarpus Quinn.
- Lagarostrobos Quinn.
- Lepidothamnus Phil.
- Manoao (Hook.) Molloy.
- Microcachrys Hook. f.
- Microstrobos J. Garden & L. A. S. Johnson.
- Nageia Gaertn.
- Parasitaxus de Laub. (Nouvelle-Calédonie).
- Phyllocladus Rich. ex Mirbel.
- Podocarpus L'Hér. ex Pers.
- Prumnopitys Phil.
- Retrophyllum C. N. Page.
- Saxegothaea Lindl.
- Sundacarpus (J. Buchholz & N. E. Gray) C. N. Page.

Selon Catalogue of Life (20 juillet 2017) :
- Acmopyle
- Afrocarpus
- Dacrycarpus
- Dacrydium
- Falcatifolium
- Halocarpus
- Lagarostrobos
- Lepidothamnus
- Manoao
- Microcachrys
- Nageia
- Parasitaxus
- Pherosphaera
- Podocarpus
- Prumnopitys
- Retrophyllum
- Saxegothaea
- Sundacarpus

## Espèces remarquables
Parasitaxus usta est le seul gymnosperme connu qui soit une plante parasite. Elle est endémique en Nouvelle-Calédonie et vit aux dépens d'un autre Podocarpacée, Falcatifolium taxoides. 

## Liens externes

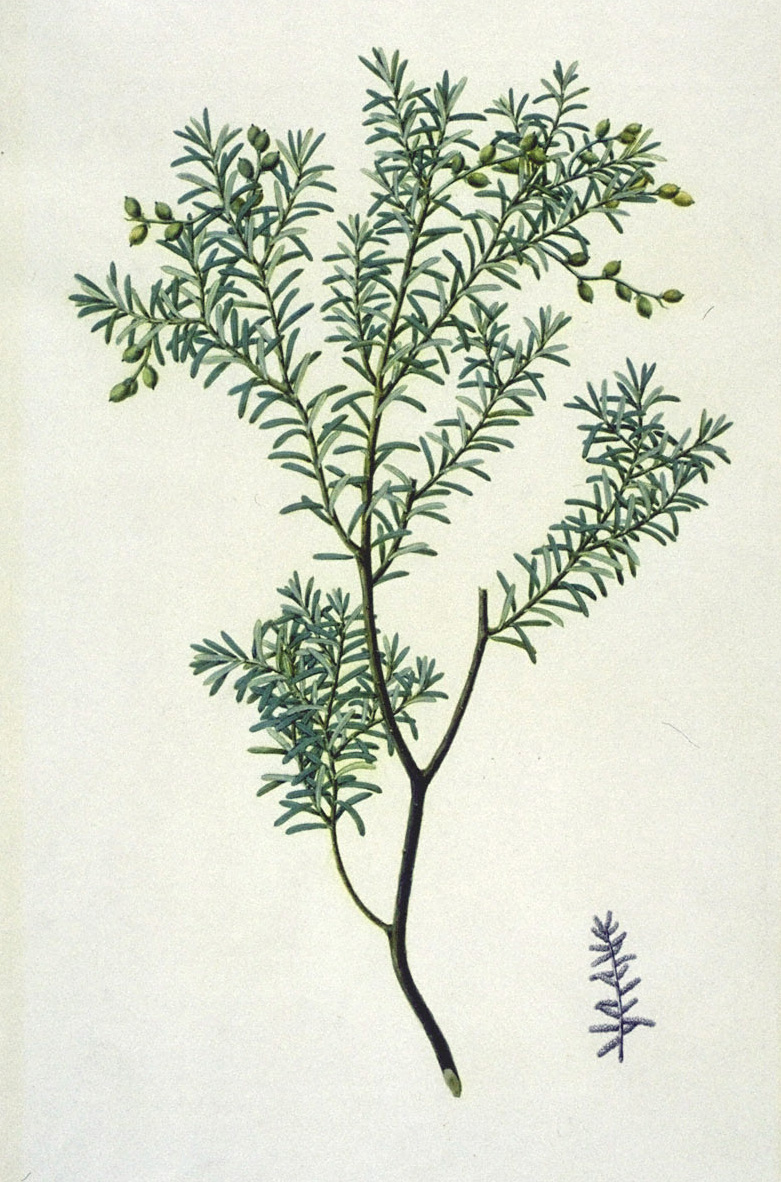
Prumnopitys taxifolia.